# ليو لين
ليو لين هي مجدفة صينية، ولدت في 10 يناير 1977.

## وصلات خارجية
- ليو لين على موقع الاتحاد الدولي للتجديف (الإنجليزية)
- ليو لين على موقع أوليمبيديا (الإنجليزية)
- ليو لين على موقع اللجنة الأولمبية الصينية (الإنجليزية)